# Mirosław Wieprzewski
Mirosław Wieprzewski (ur. 19 września 1941) – polski aktor teatralny i dubbingowy.

## Życiorys
Znany z ról Prosiaczka (Kubuś Puchatek), Gargamela (Smerfy) (w tej roli drugi po Wiesławie Drzewiczu), Kulfona (w programach telewizyjnych Ciuchcia, Kulfon, co z ciebie wyrośnie?), Monitora (Przybysze z Matplanety), Doktora Nefariousa (Ratchet & Clank: Załoga Q oraz Ratchet & Clank: 4 za jednego), Elfa Baliszka w spektaklu dla dzieci w Teatrze Groteska w Krakowie lub Meowtha (Pokémon).

## Filmografia
- 2014: Na sygnale – Eryk Niewiadomski (odc. 46)
- 2007: Braciszek – brat Florenty
- 1989: Modrzejewska
- 1988: Królewskie sny (odc. 1, 4, 7, 8)
- 1984: 111 dni letargu

## Polski dubbing
- 2019: Kevin Hart’s Guide to Black History – Peary
- 2019: Posłaniec ewangelii
- 2018: Mowgli: Legenda dżungli – Tabaqui
- 2018: Święta Angeli – pan King
- 2018: Strażak Sam: kamera w akcji! – oficer Boyce
- 2018: Odlotowy nielot – Baran
- 2018: Piotruś Królik
- 2018: Pszczółka Maja: Miodowe igrzyska – Modliszka
- 2018: Dragon Ball Super – Mistrz Roshi
- 2015: Looney Tunes: Kto dogoni Królika – naukowiec
- 2014: Tajemnicze Złote Miasta – Pedro
- 2013: Jeździec znikąd – jeden z udziałowców kolei
- 2013: Thor ratuje przyjaciół
- 2013: Ratujmy Mikołaja! – Chestnut
- 2013: Lego Batman: Moc superbohaterów DC –
  - Dwie Twarze / Harvey Dent,
  - Cyborg / Victor Stone
- 2013: Mambo, Lula i piraci – kapitan piratów
- 2013: Gang Olsena wraca do gry
  - Bezdomny w śmietniku,
  - Marszałek parlamentu
- 2013: Sly Cooper: Złodzieje w czasie – Bentley
- 2013: Klub bystrzaków – pan Robinson
- 2013: Scooby Doo: Maska Błękitnego Sokoła
- 2013: Kocurro
- 2012: Tickety Toc
- 2012: Ben 10: Omniverse –
  - Lackno(odc. 8),
  - wędkarz (odc. 10)
- 2012: Świat słów –
  - Owad,
  - Rekin
- 2012: Legenda Korry –
  - sędzia w turnieju walk magicznych (odc. 2, 6),
  - sekretarz Tarrloka (odc. 4),
  - Gommu (odc. 11)
- 2012: Kumple z dżungli – kierunek biegun – anakonda
- 2012: PopPixie
- 2012: Diablo III
- 2012: Przygoda w Paryżu
- 2012: Pokémon: Czerń – Victini i Reshiram oraz Biel – Victini i Zekrom – Meowth
- 2012: Iron Man: Armored Adventures –
  - profesor Klein,
  - doktor Yinsen (odc. 28),
  - mężczyzna dzwoniący w sprawie darmowych szczeniaczków (odc. 29)
- 2012: Risen 2: Mroczne wody
- 2011: League of Legends – Ziggs
- 2011: Pokémon: Czerń i Biel – Meowth
- 2011: Ale cyrk!
- 2011: Kot w butach – Antonio Fasola
- 2011: Przygody Tintina – Sprzedawca
- 2011: Dzielny szeryf Lucky Luke (druga wersja dubbingowa)
- 2011: Niesamowity świat Gumballa
- 2011: Lucky Luke – Ballada o Daltonach
- 2011: Harry Potter i Insygnia Śmierci: Część II
- 2011: Pokémon: Gwiazdy Ligi Sinnoh – Meowth
- 2011: Turbo Dudley – psi agent – Ptasi Mózg
- 2011: Lego: Fabryka bohaterów – Corroder
- 2011: The Elder Scrolls V: Skyrim
- 2011: Dzielna mała ciuchcia
- 2011: Artur ratuje gwiazdkę
- 2011: Rango – Pan Furgus
- 2011: Ratchet & Clank: 4 za Jednego – Doktor Nefarious
- 2011: Wiedźmin 2: Zabójcy królów –
  - Mawrik,
  - Einar Gaussel,
  - Uchacz
- 2011: Tom i Jerry: Czarnoksiężnik z krainy Oz –
  - profesor Marvel,
  - Czarnoksiężnik Oz
- 2011: Scooby Doo: Epoka Pantozaura – pan Hubley
- 2011–2013: Scooby Doo i Brygada Detektywów –
  - robotnik #1 (odc. 1),
  - Peter Tryskuś (odc. 4),
  - tata Randy’ego (odc. 6),
  - Gnom / Gill Krótkie Nogi (odc. 8),
  - reżyser programu (odc. 19),
  - Winslow Fleach (odc. 21),
  - Don Fong (odc. 36),
  - pracownik ochrony (odc. 42),
  - mężczyzna #1 (odc. 46)
- 2011: G.I. Joe: Renegaci –
  - Abernati (odc. 1-2),
  - Mati (odc. 4),
  - Arata (odc. 6-7),
  - strażnik (odc. 13),
  - Moon (odc. 16)
- 2011: Kikoriki –
  - komentator radiowy (odc. 118),
  - narrator (odc. 127, 136)
- 2011: Gawayn –
  - bakcyl (odc. 7),
  - Acme Da Vinci (odc. 13)
- 2011: Tara Duncan – Tris (odc. 18)
- 2011: Resistance 3 – Ernie
- 2011: Mali wszechmocni
- 2011: Dyl Sowizdrzał – Korneliusz
- 2011: Dolina Koni
- 2010: Safari 3D
- 2010: Umizoomi
- 2010: Kapitan Biceps
- 2010: Sally Bollywood
- 2010: Garfield – kot prawdziwy
- 2010: Opowieści dziwnej treści: Żółw kontra Zając
- 2010: Avengers: Potęga i moc –
  - agent #4 (odc. 1, 6),
  - dyspozytor pogotowia (odc. 2),
  - Bulldozer (odc. 2),
  - naukowiec Hydry (odc. 4),
  - Pinkerton (odc. 4),
  - Kwatermistrz (odc. 5, 6),
  - Myśliciel (odc. 5, 6),
  - żołnierz (odc. 6)
- 2010: Scooby Doo: Wakacje z duchami – sklepikarz
- 2010: Pokémon: Arceus i Klejnot Życia – Meowth
- 2010: Kudłaty i Scooby Doo na tropie – Drakula
- 2010: Ni Hao Kai Lan – Dziadek Kai-Lan
- 2010: Dance Club – Kark Szarkowski
- 2010: Superszpiedzy – Papa
- 2010: Wakfu – Łasiszczur
- 2010–2012: Batman: Odważni i bezwzględni –
  - Takahiro,
  - Scarecrow,
  - Weeper (odc. 53),
  - Król stworów (odc. 61),
  - Mistrz Luster (odc. 64),
  - Abraham Lincoln (odc. 65)
- 2010: Były sobie Ameryki –
  - starzec nakazujący wyrzucić ozdoby w ogień (odc. 19),
  - Benjamin Franklin (odc. 19),
  - goniec informujący o opłacie stemplowej (odc. 19),
  - wódz chcący kupić niewolników (odc. 19),
  - jeden z mężczyzn chcących kupić niewolników (odc. 21),
  - mężczyzna rozmawiający z Taleyrandem (odc. 22),
  - człowiek rozkazujący ludziom wysiadać ze statku (odc. 22),
  - James Marshall (odc. 22, 24),
  - przyjaciel pana Boarneé (odc. 23),
  - duchowny (odc. 23),
  - jeden z ludzi chcących przejąć władzę po Bolivarze (odc. 23),
  - mężczyzna informujący Boliwara o śmierci Sucra (odc. 23),
  - jeden z mężczyzn chcący kupić sito (odc. 24),
  - woźnica (odc. 24),
  - mężczyzna szukający samorodków (odc. 24),
  - zdenerwowany woźnica (odc. 25),
  - Thomas Jefferson (odc. 25),
  - generał Harrington (odc. 25),
  - wódz Siedzący Byk (odc. 25),
  - Tom (odc. 26),
  - Jim (odc. 26),
  - właściciel kantoru (odc. 26),
  - Weiss (odc. 26),
  - biedak (odc. 26)
- 2009: Święty Mikołaj przybywa do miasta – Czarnoksiężnik
- 2009–2010: Batman –
  - Kilgore Steed (odc. 34),
  - pan Harms (odc. 36)
- 2009: Artur i zemsta Maltazara – Miro
- 2009: Rahan: Syn czasów mroku – Ursus
- 2008−2012: Z życia nastoletniego robota – Vladimir
- 2008–2009: Pixie, Dixie i Pan Jinks (druga wersja dubbingowa) – Joe (odc. 27)
- 2008: Lew Lippy (druga wersja dubbingowa) – Hardy
- 2008: Quick Draw McGraw
- 2008: Jabberjaw
- 2007: Przygody Sary Jane
- 2007: Nurkuj, Olly
- 2008, 2015: George prosto z drzewa –
  - Szaman (sezon II),
  - Wujek Joel (odc. 8a),
  - jeden z pawi (odc. 8b),
  - Żyrafa (odc. 21a),
  - Lew (odc. 22b),
  - Kozioł obecnych świąt (odc. 23b),
  - różne role
- 2007: Co gryzie Jimmy’ego? – dziadek Craiga
- 2007: Chop Socky Chooks: Kung Fu Kurczaki
- 2007: W pułapce czasu –
  - Zabor Amrak,
  - Dr Zessel
- 2007: Pokémon: Wymiar Walki – Meowth
- 2007: Złoty kompas
- 2006: Artur i Minimki
- 2006: Tom i Jerry: Piraci i Kudłaci – Mamuśka
- 2006−2010: Smerfy (druga wersja dubbingowa) – Gargamel
- 2006–2009: Batman (druga wersja dubbingowa) –
  - Król Kanałów (odc. 6),
  - woźny (odc. 12),
  - żebrak (odc. 26)
- 2006: Bambi 2 – Świstak
- 2005–2008: Awatar: Legenda Aanga
- 2005–2008: Mój partner z sali gimnastycznej jest małpą – Virgil „Kark” Rekiniak (Szarkowski)
- 2005−2006: Szanowni państwo X
- 2005: Szeregowiec Dolot
- 2004: Hi Hi Puffy AmiYumi
- 2004–2006: Liga Sprawiedliwych bez granic –
  - Virman Vundabar (odc. 15),
  - Abnegazar, demon z Tartaru (odc. 18)
- 2004: Yu-Gi-Oh! –
  - Tristan,
  - Rex Raptor (odc. 2-3, 11-12),
  - Kemo (odc. 8-10, 20-22, 24, 26, 32, 43-45),
  - nauczyciel (odc. 16)
  - Sid (odc. 17-18)
- 2003: Liga najgłupszych dżentelmenów
- 2003: Kaena: Zagłada światów – Assad
- 2002–2005: Co nowego u Scooby’ego? – Głąb McPeet (odc. 29)
- 2002: Pokémon: Powrót Mewtwo – Meowth
- 2002: Pokémon 3: Zaklęcie Unown – Meowth
- 2001: Twipsy – Twipsy
- 2001: Pokémon 2: Uwierz w swoją siłę – Meowth
- 2001: Pokémon: Film pierwszy – Zemsta Mewtwo – Meowth
- 2001: Przygody Olivera Twista
- 2000: Yabba Dabba Do! (druga wersja dubbingowa)
- 2000–2006: Pokémon –
  - Meowth,
  - sprzedawca Magikarpi (odc. 15),
  - profesor Nanba (odc. 220-222)
- 2000: Tygrys i przyjaciele – Prosiaczek
- 1999: Muppety z kosmosu –
  - Gonzo,
  - Miś Fozzie
- 1998: Eerie, Indiana: Inny wymiar – pan Toomis
- 1998–2003: Laboratorium Dextera – profesor Falk
- 1998: Eerie, Indiana – Claude
- 1998-1996: Fantastyczna Czwórka – Dr Doom
- 1998: Tajemnica zaginionej skarbonki – Gonzo
- 1998: Anastazja (pierwsza wersja dubbingowa) –
  - kucharz Pierre,
  - Inspektor Jarulewicz,
  - pijany pies Rasputina,
  - jeden z bolszewików
- 1994: Dzielny Agent Kaczor (pierwsza wersja dubbingowa) – Robin Duck / Drake Mallard
- 1993: Przygody Kubusia Puchatka – Prosiaczek
- 1993: Wiatrodzień Kubusia Puchatka – Prosiaczek
- 1993: Kubuś Puchatek i rozbrykany Tygrys – Prosiaczek
- 1993: Tom i Jerry – Ale kino (pierwsza wersja dubbingowa) – Ferdynand
- 1992–1993: Nowe przygody Kubusia Puchatka – Prosiaczek
- 1992: Diplodo – Sekator
- 1992: Wredniak i Bałwan w swych latających maszynach (pierwsza wersja dubbingowa) – Wredniak
- 1992: Starcom: kosmiczne siły zbrojne Stanów Zjednoczonych –
  - Cesarz Mrok,
  - Ribor (odc. 2),
  - sondy bojowa (odc. 2)
- 1991: Ulisses 31 – Chronos (odc. 4)
- 1991–1994: Chip i Dale: Brygada RR –
  - Wart,
  - Snout,
  - właściciel strzelnicy w lunaparku (odc. 30),
  - krasnal oprowadzający Dale’a po kopalni(odc. 34),
  - szczur (odc. 41),
  - Frydek (odc. 47),
  - jeden z plemienia żuków (odc. 52),
  - pies barman (odc. 54),
  - pingwin (odc. 59),
  - sprzedawca (odc. 63),
  - właściciel gorylicy Kuki (odc. 65)
- 1991–1993: Kacze opowieści (pierwsza wersja dubbingowa) –
  - Bombiarz Be
  - kruk Edgar,
  - wspólnik bosmana Kaczywora (odc. 31),
  - Wampir Kwakula (odc. 32),
  - Sarkus, arcykapłan Garbulandii (odc. 40),
  - Lord Standforth (odc. 45),
  - drugi spłukany gracz w saloonie (odc. 58),
  - jeden z żołnierzy gen. Rhubarba McKwaka (odc. 60),
  - jeden z więźniów (odc. 64)
- 1989–1990: Bajarz – pies Bajarza
- 1988: Zaproszenie na gwiazdkę –
  - Miś Fozzie,
  - Bert,
  - Guy Smiley,
- 1988: Wuzzle –
  - Personel,
  - kogutopies (odc. 2),
  - dubler wielkiej gwiazdy (odc. 2),
  - Steven Świstberg (odc. 2),
  - kelnerka w Obiadodajni (odc. 3),
  - szef firmy zwalczającej robale (oprócz ostatniej kwestii; odc. 9),
  - właściciel sklepu ze zwierzętami (odc. 10),
  - Tranzystor (odc. 10),
  - właściciel kopalni (odc. 11)
- 1988–1990: Flintstonowie (druga wersja dubbingowa)
- 1988: Prywatny detektyw Pchełka (pierwsza wersja dubbingowa) – Pchełka
- 1988–1990: Wally Gator – Pan Twiddle (odc. 3, 8-12)
- 1988–1990: Pixie, Dixie i Pan Jinks (pierwsza wersja dubbingowa) – kuzyn Pecos (odc. 1)
- 1988–1990: Miś Yogi (pierwsza wersja dubbingowa)
- 1987–1999: Smerfy (pierwsza wersja dubbingowa) –
  - Gargamel (od 1996 roku),
  - kłusownik (odc. 79a),
  - tukan Chlorindy (odc. 130, 148, 216),
  - książę Bedford (odc. 148),
  - przodkowie Gargamela (sezon IX)
- 1986-1988: Dzieciństwo muppetów (pierwsza wersja dubbingowa) – Miś Fozzie
- 1985–1989: Fraglesy (pierwsza wersja dubbingowa) – Królowa Gorg
- 1985: Krzyż i sztylet – Mingo
- 1983: Arabela –
  - ptasi tata (odc. 5),
  - spiker zapowiadający pociągi na stacji kolejowej (odc. 8),
  - jeden z krasnoludków (odc. 9),
  - Mekota (odc. 12)
- 1981–1982: Pszczółka Maja –
  - Bobcio (odc. 58),
  - Bartek (odc. 62),
  - wybawiciel Aleksandra #1 (odc. 63),
  - przybysz z obcej planety (odc. 65)
- 1980: Biały delfin Um – Sebastian
- 1980: Calineczka – Wesołek